# Droga krajowa 76
Die Droga krajowa 76 (DK76) ist eine Landesstraße in Polen. Sie beginnt in Wilga am rechten Ufer der Weichsel an der DW 801 und verläuft von dort in östlicher Richtung über Garwolin, wo sie die Droga ekspresowa S17 (zugleich Europastraße 372) kreuzt, Stoczek Łukowski nach Łuków. Dort mündet sie in die Droga krajowa 63, die ihrerseits nach 27 Kilometern in Radzyń Podlaski auf die Droga krajowa 19 führt.
Die Straße ist rund 77 Kilometer lang.

## Wichtige Ortschaften an der Strecke
Woiwodschaft Masowien (województwo mazowieckie):
- Wilga (DW 801)
- Garwolin (Droga ekspresowa S17, E 372)

Woiwodschaft Lublin (województwo lubelskie):
- Stoczek Łukowski
- Łuków (DK63)